# Ivan Djonov
Ivan Djonov (mazedonisch Иван Џонов; * 15. Juli 1997 in Skopje) ist ein nordmazedonischer Handballspieler.

## Karriere

### Im Verein
Ivan Djonov spielte bis 2023 für RK Prolet 62. 2023 wechselte er zum RK Alkaloid, mit dem er 2024 den nordmazedonischen Pokal gewann.

### In Auswahlmannschaften
Mit der Junioren-Nationalmannschaft belegte er den 6. Platz bei der U21-Weltmeisterschaft 2017.
Mit der nordmazedonischen Nationalmannschaft nahm er an den Mittelmeerspielen 2022 teil, wo sie den 4. Platz belegten. Bei der Weltmeisterschaft 2023 erzielte er 9 Tore in 7 Spielen. Er stand im Kader für die Europameisterschaft 2024 und belegte mit Nordmazedonien den 17. Platz. Bei der Weltmeisterschaft 2025 warf er zehn Tore in sechs Spielen und belegte mit dem Team den 15. Platz.